# Kirundo
Kirundo è un comune del Burundi situato nella provincia di Kirundo con 93 110 abitanti (censimento 2008).

## Geografia antropica

### Suddivisioni amministrative
Il comune è suddiviso in 24 colline.